# 임프
임프(본명: 구승빈, 1995년 6월 7일 ~ )은 대한민국의 전직 리그 오브 레전드 프로게이머이다. 선수 시절 아이디는 Imp였다. 포지션은 AD 캐리였다.

## 선수 시절
2012년 5월 7일, 삼성 갤럭시 화이트에 입단하면서 프로 커리어를 시작했다. NLB 2012 서머 시즌 팀의 우승에 기여했다. 2013 스프링 시즌에서도 팀의 주전 원딜러로 활동하면서 팀의 우승을 이끌었다.
2013-2014 윈터 시즌에서는 팀의 중심을 이끌면서 팀의 준우승에 기여했다. 2014 롤드컵에 참여했다. 롤드컵 조별리그 다크 패시지와의 경기에 롤드컵 역사상 첫 펜타킬을 기록했다. 8강전인 솔로미드와의 경기에서 다시 한 번 펜타킬을 기록하였다. 임프는 토너먼트에서 계속 좋은 모습을 보이며 팀의 롤드컵 우승을 이끌었다.
2015시즌을 앞두고 중국 리그의 LGD 게이밍에 입단했다. 임프는 LGD에서 주전으로 활동했다. 스프링 시즌에서는 팀의 준우승에 기여했다. 서머 시즌에서도 좋은 모습을 보여주면서 팀을 우승시키는데 기여했다.
2016시즌에서도 팀의 주전으로 활동했다.
2018년 5월, LGD 게이밍에서 퇴단했다. 이후 팀 WE에 입단했다. 하지만 로스터 제한에 걸려서 2세트 출전에 그쳤다.
2019시즌을 앞두고 징동 게이밍에 입단했다. 스프링 시즌 징동의 주전으로 활약했다면서 팀의 준우승에 기여했다. 리프트 라이벌즈 2019에 참여했으며 준우승을 거두었다.
2019시즌 종료 후 은퇴를 선언했다.

## 소속팀
| # | 팀명               | 소속 기간             | 소속 리그 | 비고 |
| - | ------------------ | --------------------- | --------- | ---- |
| 1 | 삼성 갤럭시 화이트 | 2012.05.07~2014.10.31 | LCK       |      |
| 2 | LGD 게이밍         | 2014.11.27~2018.05.22 | LPL       |      |
| 3 | 팀 WE              | 2018.05.23~2018.12.25 | LPL       |      |
| 4 | 징동 게이밍        | 2018.12.27~2019.11.19 | LPL       |      |

## 수상 내역
- 나이스게임TV 리그 오브 레전드 배틀 서머 2012 우승
- 제2회 LoL-AMD 인벤 챔피언십 프로팀 최강전 우승
- LoL 클럽 마스터즈 2013 우승
- 올림푸스 리그 오브 레전드 챔피언스 스프링 2013 우승
- 판도라TV 리그 오브 레전드 챔피언스 윈터 2013-2014 준우승
- SK텔레콤 LTE-A LoL 마스터즈 2014 우승
- 핫식스 리그 오브 레전드 챔피언스 스프링 2014 우승
- 리그 오브 레전드 월드 챔피언십 2014 우승
- 리그 오브 레전드 프로리그 스프링 2015 준우승
- 리그 오브 레전드 프로리그 서머 2015 우승
- 리그 오브 레전드 프로리그 서머 2015 결승전 최우수선수
- 2015년 LPL 어워드 베스트 AD 캐리
- NEST 2016 준우승
- 리그 오브 레전드 프로리그 스프링 2019 준우승
- 리프트 라이벌즈 2019 준우승